# Antonio Pisani
Antonio Pisani (Cotronei, 11 novembre 1944) è un politico italiano, sindaco di Lauria dal 6 giugno 1993 al 28 febbraio 1997 e dal 28 maggio 2006 al 15 maggio 2011.

## Biografia
Avvocato, socialista, è stato sindaco di Lauria dal 1993 al 1997 e dal 2006 al 2011, consigliere regionale in Basilicata e presidente della provincia di Potenza.